# Lydia Litvyak
Lydia Vladimirovna Litvyak (em russo:  Лидия Владимировна Литвяк; Moscou, 18 de agosto de 1921 — Khrustalny, 1º de agosto de 1943), também conhecida como Lilya, foi uma aviadora de caças da Força Aérea Soviética na Segunda Guerra Mundial. Junto de Kátia Budánova, foi uma ás da aviação durante a Grande Guerra Patriótica. As estimativas dos historiadores para suas vitórias totais variam de treze a quatorze vitórias individuais e quatro a cinco abates compartilhados em suas 66 surtidas de combate.
Ficou conhecida como a Rosa Branca de Stalingrado, apelido que recebeu por suas ações durante a Batalha de Stalingrado. Em cerca de dois anos de operações, ela foi a primeira mulher piloto de caça a abater uma aeronave inimiga, a primeira de duas mulheres pilotos de caça a conquistar o título de ás e a detentora do recorde de maior número de abates por uma mulher piloto de caça. Ela foi abatida perto de Orel durante a Batalha de Kursk enquanto atacava uma formação de aeronaves alemãs. Com tudo isso, e tendo desaparecido em ação durante a Batalha de Kursk, foi finalmente reconhecida como Heroína da União Soviética.

## Biografia
Lydia nasceu em Moscou, em 1921, no seio de uma família russa. Sua mãe, Anna Vasilievna Litvyak, trabalhava no comércio e seu pai, Vladimir Leontievich Litvyak (1892–1937), era funcionário de ferrovia, condutor de trem e escriturário. Durante o Grande Expurgo, Vladimir foi preso, considerado "inimigo do povo" e desapareceu no sistema prisional.
Lydia se interessou pela aviação desde criança. Aos 14 anos, se matriculou em um clube de voo. Seu primeiro voo solo foi aos 15 anos, e poucos depois ela se formou na escola militar de aviação de Kherson, no sul da Ucrânia. Ela logo se tornou instrutora de voo em um clube de aviação em Tver e quando os conflitos com a Alemanha estouraram, ela já tinha treinado cerca de 45 pilotos.

## Segunda Guerra Mundial

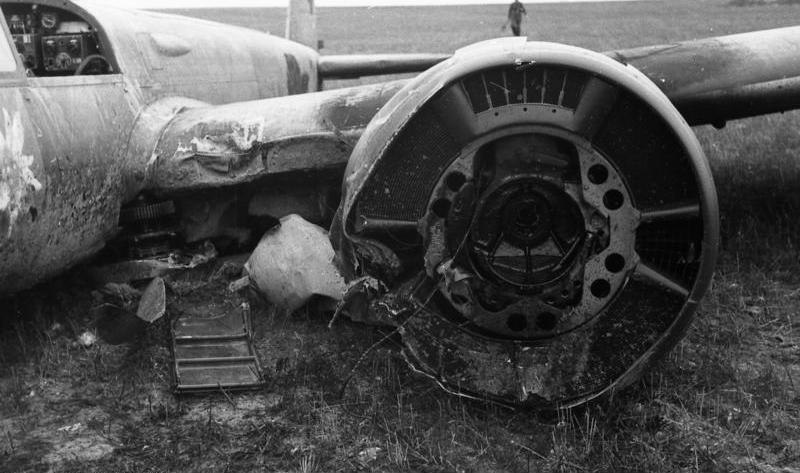
Destroços de um Junkers Ju 88. O primeiro avião abatido por Lydia foi uma aeronave deste tipo.

Depois do ataque alemão à União Soviética em junho de 1941, Lydia tentou se alistar na unidade de aviação, mas foi negada por falta de experiência. Ela então adicionou 100 horas a mais em seu formulário. Aceita imediatamente, Lydia foi aceita no 586º Regimento de Caças (586 IAP) composto unicamente por mulheres e criado por Marina Raskova. Ali, Lydia realizou treinamentos a bordo de um Yakovlev Yak-1.
Lydia voou em suas primeira missões no verão de 1942 sobre Saratov. Em setembro, foi designada, junto com outras mulheres, ao (437º IAP) para lutar sobre o céu de Stalingrado. Em 10 de setembro, junto de Yekaterina Budanova, Mariya Kuznetsova e Raisa Beliaeva, a comandante do grupo, Lydia foi transferida para a base aérea do regimento, em Verkhnaia Akhtuba, na margem leste do rio Volga. Ao chegarem, encontraram a base vazia e sob ataque, então elas foram para Srednaia Akhtuba. Voando em um Lavochkin La-5, em 13 de setembro de 1942, Lydia abateu seu primeiro avião, um Junkers Ju 88, e um caça. Nos meses que sucederam, abateu vários aviões diferentes.
A bordo de um Yak-1, número 32, Lydia se tornou uma das melhores pilotos do regimento. O comandante do regimento, Boris Yeremin, dizia que ela era "agressiva e nascida para pilotar". No 437º IAP, três dias depois de sua chegada, Lydia abateu dois aviões e em sua terceira missão sobre Estalinegrado, se tornou a primeira mulher piloto de caças a derrubar um avião inimigo. Seu primeiro abate foi um Ju 88, alvejado várias vezes, que caiu em chamas. O segundo foi um Bf 109 G-2 "Gustav", que perseguia sua líder de esquadrão, Raisa Beliaeva.
O Bf 109 era pilotado pelo sargento Erwin Maier, um dos maiores pilotos da Jagdgeschwader 53. Erwin conseguiu saltar antes da queda, mas foi capturado por tropas soviéticas. Segundo consta no relatório de sua captura, ele teria perguntado quem foi o piloto que o derrubou do ar. Quando lhe disseram que tinha sido Lydia, ele pensou que fosse uma piada. Até que Lydia descrevesse passo a passo da perseguição e do abate de seu avião, Erwin se recusava a acreditar que tinha sido derrubado por uma mulher. Algumas fontes, entretanto, acreditam que foi Valeria Khomyakova, do 586º IAP que derrubou o primeiro avião, antes de Lydia, na noite de 24 de setembro de 1942.
Ao final do ano de 1942 foi transferida ao 9.º Regimento de Caças da Guarda (9 GIAP), e em janeiro de 1943 ao 296 IAP, que posteriormente foi renomeado como 73º Regimento de Caças da Guarda. Em 23 de fevereiro lhe foi outorgada a Estrela Vermelha. Em duas ocasiões teve que executar aterrissagem forçada devido aos danos recebidos, e também foi ferida duas vezes, em 22 de março e 16 de julho de 1943. No começo daquele ano, foi promovida a subtenente e se casou com o piloto Aleksey Solomatin que morreria combatendo em 21 de maio daquele mesmo ano.

## Desaparecimento
No primeiro dia de agosto de 1943, o avião Yak-1b de Lydia foi abatido e deu-se como desaparecido. As autoridades de seu país suspeitaram que havia sido capturada e portanto não lhe conferiram o título de Heroína da União Soviética. Em 1979 tomou-se conhecimento de que fora abatida perto de Dmitrovka, em um povoado no distrito de Shajterski. Naquela ocasião, em que contava 21 anos de idade, ferida de morte, Litviak teria conseguido guiar seu avião denominado "Troika" para o território soviético mais próximo. E depois de lograr com êxito sua última aterrissagem e deitar-se sob as asas do aparelho, expirou. Depois da verificação dos fatos, em 6 de maio de 1990, o presidente Mikhail Gorbachov lhe concedeu o título de Herói da União Soviética e foi promovida a tenente de forma póstuma.

## Legado
Não há uma posição unânime sobre o número de vitórias de Litviak, já que se carece de informações oficiais: As cifras variam entre 11 vitórias individuais e 3 compartilhadas até 8 individuais e 4 compartilhadas. Em 31 de maio de 1943 também abateu um globo de observação. Litviak recebeu a Ordem da Bandeira Vermelha, a Ordem da Estrela Vermelha e a Ordem da Guerra Patriótica duas vezes. Recebeu a alcunha de "Rosa Branca de Stalingrado".